# Podbeskidzie Bielsko-Biała
Podbeskidzie Bielsko-Biała este un club de fotbal din Bielsko-Biała, Polonia care evoluează în Ekstraklasa.

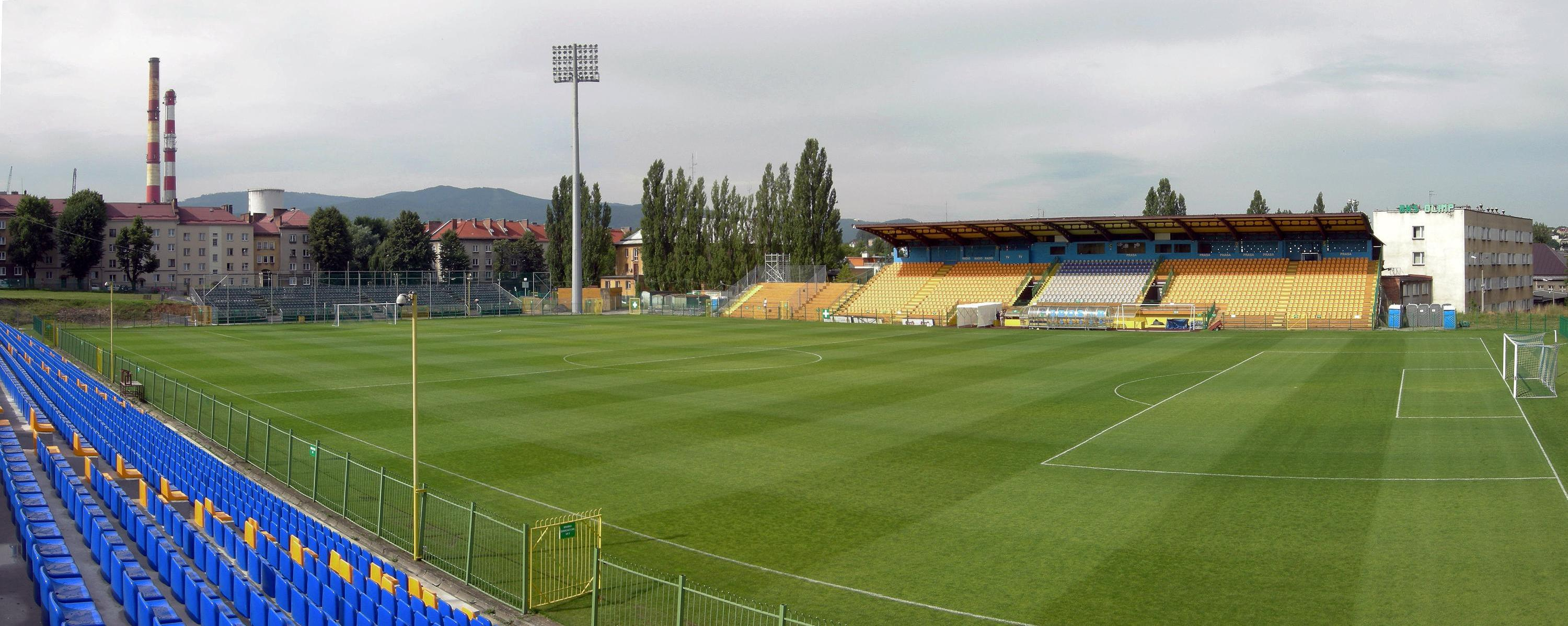
Stadion Miejski (Bielsko-Biała)